# Hythe (Kent)
Hythe – miasto w Wielkiej Brytanii, w Anglii, w regionie South East England, w hrabstwie Kent, w dystrykcie Folkestone and Hythe.

## Współpraca
Miejscowość partnerska:
- Poperinge, Belgia